# Ирена Шевинска
Ирена Кѝршенщайн-Шевѝнска (на полски: Irena Kirszenstein-Szewińska) е полска лекоатлетка спринтьорка и скачачка на дълъг скок, а след края на спортната си кариера член на Международния олимпийски комитет. Дама на Ордена на Белия орел.
Една от най-титулуваните и най-известни полски спортисти, медалистка от четири летни олимпийски игри.
Носителка на седем олимпийски медала (3 златни, 2 сребърни и 2 бронзови), десет медала от европейски първенства (5 златни, 1 сребърен и 4 бронзови). Дългогодишна националка на Полша в международни състезания и европейски купи.
Четирикратна носителка на наградата за най-добър спортист на Полша в гласуването на спортния ежедневник Пшегльонд Спортови (на полски: Przegląd Sportowy). Най-добър спортист на света за 1974 година според информационната агенция „United Press International“.

## Биография

### Произход и образование
Родена в еврейско семейство като Ирена Киршенщайн на 24 май в Ленинград. Умира на 29 юни 2018 г. във Варшава.

Баща ѝ Якуб Густав Киршенщайн е инженер от Варшава, а майка ѝ Евгения (с моминско име Рафалска) е от Киев. Родителите ѝ се запознават в Узбекистан, по време на евакуация през 1941 г. През 1947 г. заедно с дъщеря си отиват да живеят във Варшава. През 1953 г. родителите ѝ се развеждат и тя отива да живее с майка си на ал. „Шверчевскего“ (днес „Солидарношчи) във Варшава.

Абсолвентка е на XXXVII общообразователна гимназия „Ярослав Домбровски“ във Варшава и на Факултета по социални науки на Варшавския университет (през 1970 г. завършва специалност икономика на транспорта).

### Спортна кариера
Започва да се занимава с лека атлетика през есента на 1960 г., когато е на 14 години, като участник в групата на учениците от 37. основно училище във Варшава, чийто треньор е Ян Копито. В началото на спортната си кариера стартира с цветовете на варшавската „Полония“ и през 1962 г. в Лодз извоюва първите медали в първенство на Полша за юноши.

Първите си международни успехи постига още през 1964 г. – в провелите се във Варшава европейски игри за младежи (по-късно Младежко първенство на Европа) печели три златни медала в дисциплините 200 метра бягане, скок на дължина и заедно с колежките в щафетата 4 × 100 метра. Месец по-късно на олимпийските игри в Токио извоюва сребърен медал в скок на дължина и бягане на 200 метра, а заедно с Тереса Чепли, Халина Гурецка и Ева Клобуковска поставят нов световен рекорд (с време 43,69) и печелят златото в щафетното бягане. Година по-късно на Универсиадата в Будапеща спечелва три медала, а през 1966 г. също в унгарската столица извоюва още четири медала (три от които златни) в европейското първенство по лека атлетика. През 1968 г. на олимпийските игри в Мексико побеждава в бягането на 200 метра, като поставя нов световен рекорд с време 22,58 и извоюва бронзов меда на 100 метра бягане. В щафетното бягане 4 × 100 метра полските лекоатлетки губят щафетата и не успяват да стигнат до финала, което води до редица медийни манипулации. Във връзка с това, както и заради събитията, свързани с Полския март 1968, Шевинска става обект на антисемитски атаки. За нея се застъпва известният фейлетонист Вех. През зимата на 1969 г. на европейското лекоатлетическо първенство на закрито в Белград печели три медала.

Тъй като е бременна пропуска летния сезон през 1969 г., но през 1970 г. след раждането на сина си Анджей стартира в универсиадата в Торино. През зимата на 1971 г. застава на почетната стълбичка на Европейското първенство на закрито, печелейки медал за скок на дължина. През лятото на 1971 г. на Европейското първенство в Хелзинки спечелва бронзов медал в бягането на 200 метра. В новогодишната нощ на 1971 г. срещу 1972, по време на събиране в Закопане, получава контузия (изкълчване на левия крак), заради което е принудена да се откаже от скока на дължина. На Олимпийските игри в Мюнхен печели бронзов медал в бягането на 200 метра и достига на полуфиналите в бягането на 100 метра. На Европейското първенство на закрито в Ротердам се класира четвърта в бягането на 60 метра. В летния сезон на 1974 г. на Европейското първенство в Рим печели три медала (от които два златни в бягането на 100 и на 200 метра). В началото на март в Катовице се провежда Европейското първенство на закрито, в което Шевинска извоюва бронзов медал в бягането на 60 метра. На Олимпийските игри в Монреал през 1976 г. печели златен медал, поставяйки нов световен рекорд с време 49,29. Двукратна носителка на бронзов медал на Европейското първенство в Прага (1978). При последното си олимпийско участие в Москва през 1980 достига до полуфинала в бягането на 400 метра.

### След края на спортната кариера
След като през 1980 г. приключва спортната си кариера, започва дейност в редица организации. От 1980 г. до 2009 г. е член на управителния съвет на Полския лекоатлетически съюз (Polski Związek Lekkiej Atletyki) (в периода 1997 – 2009 е негов председател). През 1982 – 1989 г. е член на Патриотичното движение за национално възраждане. През 1984 г. е избрана в Женския комитет на Международната асоциация на лекоатлетическите федерации, а през 1995 г. в съвета на Европейската атлетическа асоциация. От 2005 до 2009 г., а след това и през 2011 е член на съвета на МАЛФ (Международна асоциация на лекоатлетическите федерации). 

Известно време е заместник-председател на Полския олимпийски комитет, а от 1998 г. член на Международния олимпийски комитет. През 2005 г. е член на почетния избирателен комитет на Лех Качински.

Член е и на почетния комитет за подкрепа на Бронислав Коморовски за президентските избори в Полша през 2015 г.

### Личен живот
През 1967 г. се омъжва за Славомир Шевински, също спортист – бегач на 400 метра с препятствия, неин треньор и фотограф. Имат двама сина:

- Анджей Шевински (роден 1970 г.) – полски волейболист, спортен активист и политик.
- Ярослав Шевински (роден 1981 г.) – информатик.

Умира на 29 юни 2018 г. след тежка битка с рака.

Погребението, състояло се на 5 юли 2018 г., е изключително тържествено – тленните останки са изпратени от Представителната бригада на Полската армия, президента на Република Полша и съпругата му, премиерът Матеуш Моравецки, министърът на спорта Витолд Банка, президентът на МОК Томас Бах, президентът на световната лекоатлетическа федерация Себастиян Коу, както и много от най-добрите спортисти. Ирена Шевинска почива в Алеята на заслужилите в гробищния парк „Повонзки“ във Варшава.

## Награди и отличия
През 1974 г. в класацията на United Press International е избрана за най-добра спортистка в света. Четирикратна победителка в класацията на „Пшегльонд спортови“ на 10-те най-добри полски спортисти. През 1981 г. е включена в International Jewish Sports Hall of Fame – международната галерия на славата на спортисти от еврейски произход. През 1984 г. получава титлата „Спортист на 40-те години на Полската народна република“. 

На 29 септември 2007 г. получава почетната титла доктор хонорис кауза на Академията за физическо възпитание и спорт в Гданск.

През 1994 г. е отличена с медал Kalos Kagathos, връчван на значими спортисти, които са постигнали успех и извън спорта. През 2009 г. получава титлата Почетен председател на полския лекоатлетически съюз, а през 2012 г. е включена в Залата на славата на ИААФ (IAAF Hall of Fame). 

Едно от основните училища в Пултуск носи нейното име.

Почетен гражданин е на Бидгошч, от 10 септември 2014 г. е почетен гражданин и на Сопот, от 20 септември 2014 г. на Пултуск, а от 26 март 2015 г. и на Згеж. През юни 2018 г. е отличена от кмета на град Торун с медал Thorunium. 

През 2018 Международната лекоатлетическа федерация решава да увековечи паметта за 12-те най-значими фигури в историята на леката атлетика, сред които е и Ирена Шевинска. Паметна плоча с нейното име ще бъде поставена на стадион Завиша в Бидгошч, където поставя нов световен рекорд в бягането на 400 метра.

## Отличия
- Орден на Белия орел (28 април 2016)
- Голям кръст на Ордена на възродена Полша (2014)
- Командорски кръст със звезда на Ордена на възродена Полша (1998)
- Командорски кръст на Ордена на възродена Полша (1972)
- Офицерски кръст на Ордена на възродена Полша
- Орден Знаме на труда II степен
- Златен кръст за заслуги
- Кавалер на Ордена на лъва (2014, Сенегал)
- Офицер на ордена на лъва (2015, Сенегал)
- Златни лъчи с лентата на Ордена на изгряващото слънце (2017, Япония)